# Boutokaan Kiribati Moa Party
Boutokaan Kiribati Moa Party (abrégé BKM) est un parti politique kiribatien issue de la fusion du Kiribati Moa Party et du Boutokaan te koaua en 2020.

## Histoire
Le parti est créé en mai 2020, après la fusion du Boutokaan te koaua avec le Kiribati Moa Party de Banuera Berina ainsi qu'avec douze autres députés ayant quitté le Tobwaan Kiribati Party à la suite de la décision du gouvernement de rompre ses relations diplomatiques avec Taïwan au profit de relations plus étroites avec la république populaire de Chine.
Le 22 mai 2020, lors de la première session de la nouvelle législature de la Maneaba ni Maungatabu, le BKM nomme Banuera Berina comme candidat à l'élection présidentielle.